# San Román (Múgica)
San Román es una entidad de población española del municipio de Múgica, perteneciente a la provincia de Vizcaya, en la comunidad autónoma del País Vasco.

## Historia
Hacia mediados del siglo XIX, el lugar era referido como un barrio ya por entonces perteneciente a Ugarte de Múgica. En 2023, la entidad singular de población tenía empadronados 281 habitantes.